# Børre Falkum-Hansen
Børre Falkum-Hansen   (Christiania, 13 d'agost de 1919 - Oslo, 24 de juny de 2006) va ser un regatista noruec, vencedor d'una medalla olímpica.
El 1952 va prendre part en els Jocs Olímpics d'Estiu de Hèlsinki, on va guanyar la medalla de plata en la classe de 5,5 metres del programa de vela. A bord de l'Encore, formà tripulació junt al matrimoni format per Peder i Vibeke Lunde.